# پولک‌های آهیانه‌ای

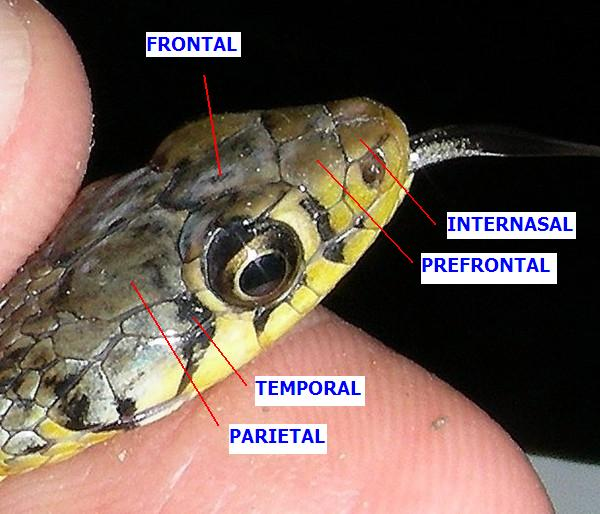
نام‌گذاری پولک‌ها (نمای بالای سر)

پولک‌های آهیانه‌ای (به انگلیسی: Parietal scales)، پولک‌های یک مار هستند که روی سر مار قرار گرفته و به بخش جلویی به سوی عقب متصل می‌شوند. این پولک‌های صفحه‌مانند شبیه استخوان آهیانه‌ای هستند و نام خود را از استخوان آهیانه‌ای گرفته‌اند که سقف و کناره‌های جمجمه انسان را دربر می‌گیرد.